# Kieuw

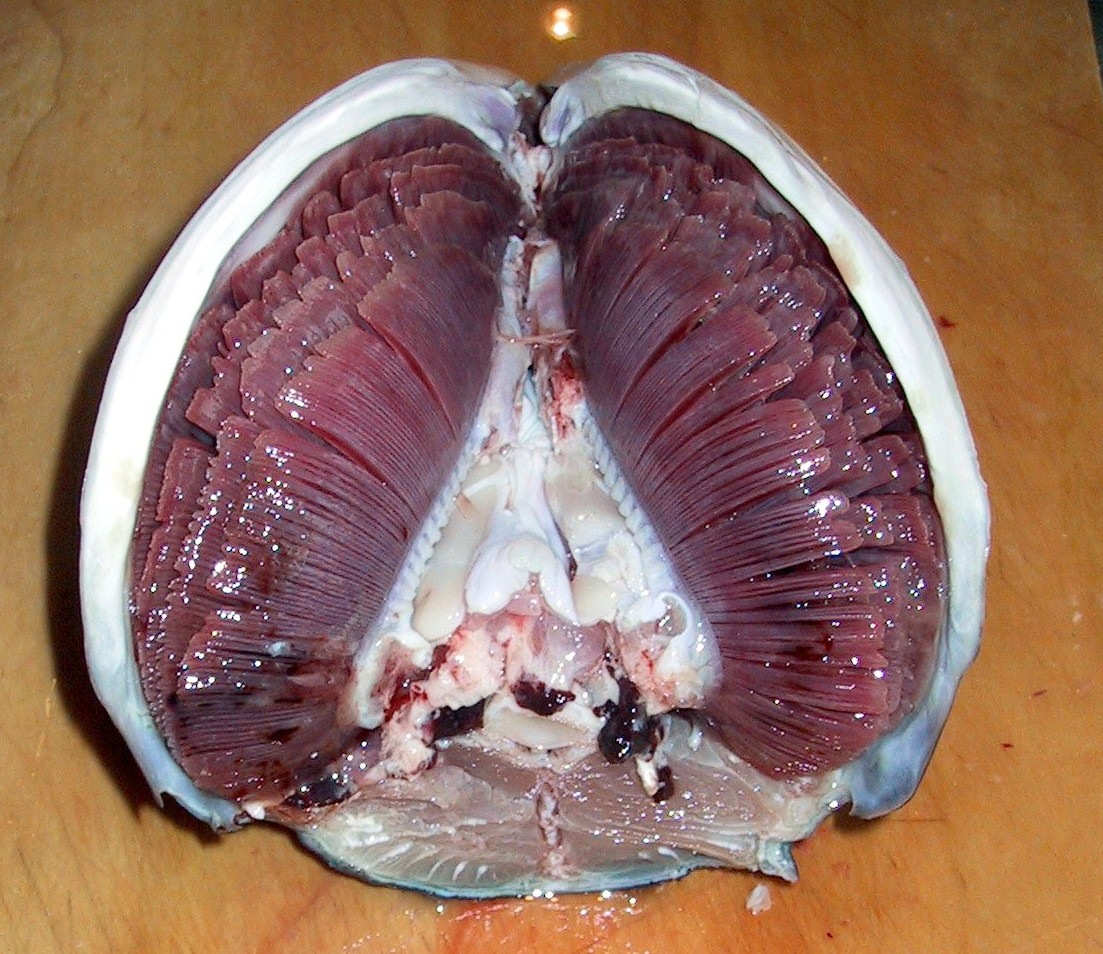
De kieuwen van een tonijn, van achteren gezien

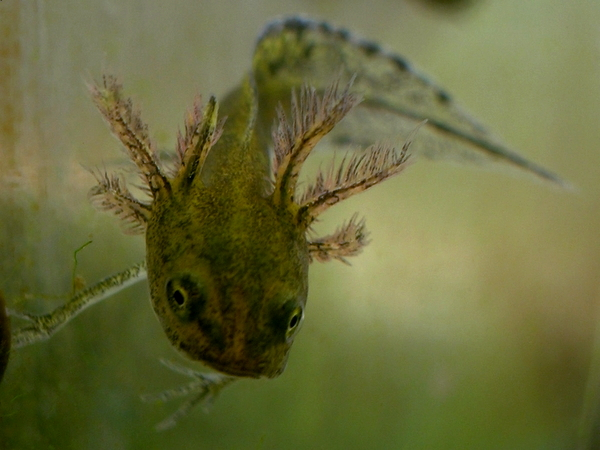
Kamsalamanderlarve met uitwendige kieuwen

De ademhaling van een kreeftachtige

Een kieuw is een ademhalingsorgaan waarmee organismes in staat zijn om zuurstof uit water op te nemen en koolzuurgas af te staan. Het betreft voornamelijk vissen en amfibieën. Ook kreeftachtigen en sommige insectenlarven hebben ademhalingsorganen die kieuwen worden genoemd, maar deze zijn wezenlijk anders van structuur.

## Vissen

### Bouw en functie
De kieuwen steken uit de zogenaamde kieuwspleten en worden gedragen door de kieuwbogen, beenspangen die in de wand tussen de kieuwspleten liggen. Elke kieuwboog draagt een aantal (soms wel een paar honderd) op elkaar gestapelde kieuwplaatjes en elk kieuwplaatje op zich draagt weer een groot aantal secundaire kieuwplaatjes.
Water dat vanuit de kieuwholte door de kieuwspleten geperst wordt, stroomt tussen de secundaire kieuwplaatjes gelegen kanaaltjes door, zodat het zuurstofhoudende water in nauw contact staat met het zuurstofarme bloed.
Aan de binnenzijde van de kieuwen bevinden zich de kieuwzeven die zorgen dat de kieuw niet beschadigd wordt door vuil en voedseldeeltjes. Bij plankton-etende vissen is de kieuwzeef zeer fijn gebouwd en dient om voedsel te vergaren.
Een vis die uit het water wordt gehaald, stikt omdat kieuwen niet geschikt zijn om zuurstof uit lucht op de nemen; de natte kieuwplaatjes zullen aan elkaar kleven.

### Ademhaling
De ademhaling bij beenvisachtigen met inwendige kieuwen gaat als volgt: de bek gaat open en de vis zuigt zijn bek vol met water, de bek sluit zich en het water wordt door verkleining van de mondholte langs de kieuwen naar de kieuwholten geperst. De kieuwdeksels (het operculum) gaan hierdoor open en het water kan weer ontsnappen. De kieuwdeksels sluiten zich, waardoor het water uit de kieuwholten wordt geperst. Daardoor ontstaat een constante waterstroom langs de kieuwen. De gaswisseling tussen het water en de bloedcapillairen gaat bij deze vissen volgens het principe van tegenstroomprincipe, waarbij de gassen vollediger uitgewisseld kunnen worden dan bij parallelle stroming.
Er zijn ook vissen die met geopende bek zwemmen, waardoor een constante waterstroom langs de kieuwen vloeit, dit is ramventilatie. Kraakbeenvissen als haaien en roggen hebben geen kieuwdeksels, maar een aantal afzonderlijke kieuwspleten. Hierdoor kunnen haaien niet zoals beenvissen het water langs hun kieuwen pompen en moeten ze altijd blijven zwemmen om te kunnen ademhalen.

## Amfibieën
De kieuwen van amfibieën lijken op die van vissen, er wordt zuurstof afgegeven aan het bloed met behulp van de zuurstofbindende stof hemoglobine. Een groot verschil echter is dat ze in tegenstelling tot vissen uitwendig zijn en als veervormige haarstructuren aan de zijkant van de kop geplaatst zijn. De meeste amfibieën hebben alleen kieuwen in het larvale stadium, maar een aantal salamanders behoudt deze ook in het volwassen stadium.

## Geleedpotigen
Kreeftachtigen hebben allemaal uitwendige kieuwen. Deze kieuwen maken onderdeel uit van de poten van deze dieren. Deze kieuwen nemen zuurstof op door zeer fijne, haarachtige structuren, die snel heen en weer worden bewogen. De meeste soorten kreeftachtigen zijn klein en (half)doorzichtig en de ademhaling is te zien als een trillende beweging van vele, vaak behaarde, poot-achtige delen. Zelfs kreeftachtigen die op het land leven, zoals pissebedden, hebben uitwendige kieuwen, zodat ze gevoelig zijn voor uitdroging.
Sommige insecten hebben kieuwen als larve, als die in het water leeft. Insecten die ook als imago in het water leven hebben geen kieuwen, maar als alle insecten tracheeën: adembuizen die direct naar de organen lopen. Ze hebben vaak wel aanpassingen als een lange, angelachtige adembuis (staafwants) of fluweelachtige beharing die een tijdje lucht vasthoudt (spinnende watertor).